# متیو بوث
متیو بوث (انگلیسی: Matthew Booth؛ زادهٔ ۱۴ مارس ۱۹۷۷) یک بازیکن فوتبال اهل آفریقای جنوبی است.
وی همچنین در تیم ملی فوتبال آفریقای جنوبی بازی کرده‌است.